# Teatro Ohnsorg
Il Teatro Ohnsorg (in tedesco: Ohnsorg-Theater) è un teatro di Amburgo, fondato nel 1902 da Richard Ohnsorg (da cui il nome) e ubicato dal 2011 nella Bieberhaus, al nr. 1 della Heidi-Kabel-Platz (in precedenza era ubicato nella via Große Bleichen).  È noto per le rappresentazioni in lingua basso tedesca, lingua di cui ha contribuito alla diffusione.

## Storia

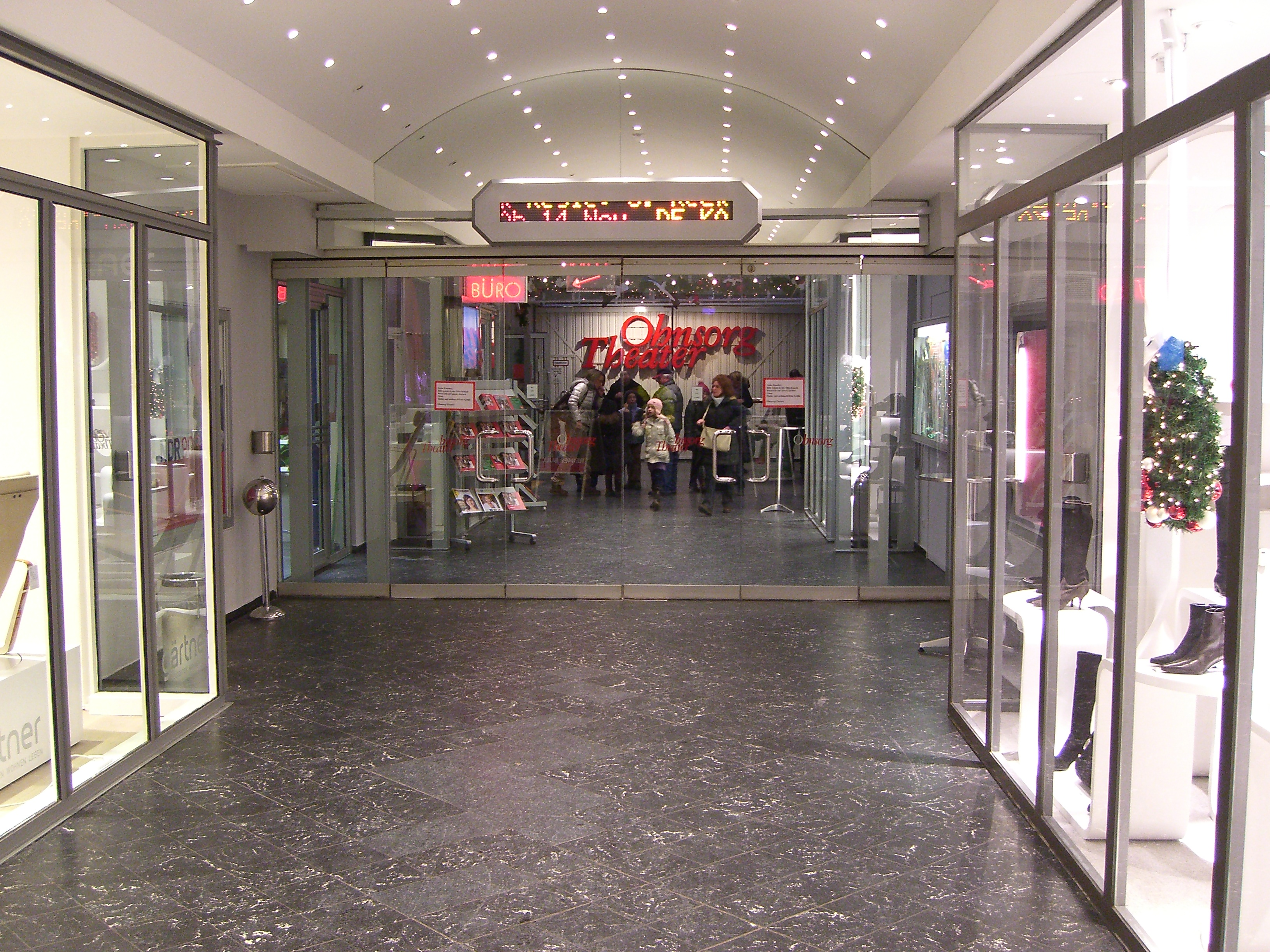
La vecchia sede del Teatro Ohnsorg nella via Große Bleichen

La storia del Teatro Ohsorg ebbe inizio nel 1902, quando Richard Ohsorg, assiduo frequentatore di teatri amburghesi quali il Thalia-Theater e l'Altonaer Stadttheater mise un'inserzione nei giornali Hamburger Fremdenblatt e Hamburger Correspondent in cui cercava soci per la creazione di una nuova compagnia teatrale.
A questo annuncio risposero 25 persone. Tra i soci di Ohnsorg figurava anche un suo ex-compagno di scuola, Henry Schaper, che assunse la direzione dell'associazione.
La prima rappresentazione ebbe luogo il 3 dicembre 1902. Sette anni dopo, il 2 ottobre 1909, andò in scena la prima rappresentazione in basso tedesco. A questo annuncio risposero 25 persone.
A partire dal 1954, le rappresentazioni del Teatro Ohsorg iniziarono ad essere trasmesse anche in televisione. Tra le stelle della compagnia di quell'epoca, figurava l'attrice Heidi Kabel.
Nel 1959, assunse la direzione del teatro il regista ed attore Hans Mahler, marito dell'attrice Heidi Kabel.
Nel 2009, il Teatro Ohnsorg si aggiudicò il Pegasus-Preis.
Dalla stagione 2011/2012, la sede del teatro fu spostata da Große Bleichen alla Heidi-Kabel-Platz.

## Riconoscimenti
- 1999: Silberne Maske della Hamburger Volksbühne
- 2004: Heinrich-Schmidt-Barrien-Preis[6]
- 2009: Pegasus-Preis
- 2014: Pegasus-Preis
- 2015: Premio per la letteratura basso-tedesca della città di Kappeln